# Produktivität (Sprache)
Produktivität bezeichnet in der Sprachwissenschaft (Linguistik) im engeren Sinn die Fähigkeit eines Wortbildungsmusters, neue Wörter zu bilden. So ist es im Deutschen beispielsweise relativ unbeschränkt möglich, aus Adjektiven durch Anhängung des Suffixes -heit neue Wörter zu bilden: schön – Schönheit. Die sprachwissenschaftliche Disziplin der Morphologie untersucht Wortbildungsprozesse unter dem Aspekt der Produktivität, dabei verwendet sie statistische Verfahren zur Messung der Produktivität und betrachtet auch historische Veränderungen der Produktivität.
Im weiteren Sinn ist die Produktivität ein Merkmal menschlicher Sprache, nämlich die Fähigkeit von Sprechern, beliebig viele neue Äußerungen zu verstehen und zu produzieren.

## Produktivität als Eigenschaft von Wortbildungsmustern
Produktivität meint hier die „Eigenschaft eines Wortbildungsmusters, (in größerem Umfang) neue Bildungen zu erzeugen“. So ist es vielen europäischen Sprachen ohne Beschränkungen möglich, aus Adjektiven durch Anhängung eines Suffix ein Substantiv zu bilden:
Deutsch: blind – Blindheit, klar – Klarheit
Englisch: dry – dryness (dt. ‚Trockenheit‘)
Französisch: tendre – tendresse (dt. ‚Zärtlichkeit‘)
Italienisch: bello – belleza (dt. ‚Schönheit‘)
Im Deutschen sind Wortbildungen mit den Suffixen -ung oder -heit produktiv, da Substantive weitgehend ohne Beschränkungen gebildet werden können. Stärkere Einschränkungen gelten für die Lehnsuffix -ität und -ie, die sich vor allem mit Adjektiven verbinden können, die aus anderen Sprachen entlehnt sind: Attraktivität, Pikanterie. Noch weniger produktiv ist das Suffix -nis, das nur mit einer begrenzten Zahl von Worten kombiniert werden kann: Bitternis, Düsternis, Geheimnis, und so weiter. Gänzlich unproduktiv sind Wortbildungen mit dem Suffix -e (althochdeutsch -ī), die im heutigen Deutsch nicht mehr gebildet werden, aber im Althochdeutschen und Mittelhochdeutschen noch produktiv waren: althochdeutsch blintī, snellī und mittelhochdeutsch bittere, vinstere.
Produktiv sind also Wortbildungsverfahren, die in der Gegenwartssprache regelhaft angewendet werden, im Idealfall sind auch Einschränkungen wiederum regelhaft. Unproduktive Wortbildungsverfahren werden in der Gegenwartssprache nicht mehr angewendet, waren jedoch in der Vergangenheit produktiv (etwa -t wie in Fahrt oder -de wie in Freude). Solche Wörter, die in vergangenen Sprachstufen produktiv gebildet wurden, können im gegenwärtigen Wortschatz als Einzelwörter überdauern.
Die Produktivität von Wordbildungsmustern wird von der sprachwissenschaftlichen Disziplin der Morphologie untersucht. Dabei werden zum einen für Wortbildungsverfahren einzelner Sprachen ermittelt, wie produktiv sie noch sind, zum anderen werden allgemein Faktoren beschrieben, die zur Produktivität beitragen, und Restriktionen, die Produktivität einschränken. Mit der Verfügbarkeit großer Sammlungen sprachlichen Materials, sogenannten Korpora, haben auch neue Möglichkeiten in die Morphologie Einzug gehalten, Produktivität zu messen. Seit der Linguist Harald Baayen eine Formel zur Messung der Produktivität von Wortbildungsprozessen auf der Basis von Korpusdaten vorgeschlagen hat, werden solche Messverfahren für die Produktivität in der Wortbildung in der sprachwissenschaftlichen Forschung angewendet und diskutiert.
Eine weitere Fragestellung in der Morphologie und in der historischen Sprachwissenschaft ist ferner die Frage nach historischen Änderungen von Produktivität (wie etwa -t in Fahrt oder englisch -dom in freedom, deren Produktivität sich im Laufe der Sprachgeschichte geändert haben). Auch diese historischen Fragestellungen können anhand von Textkorpora untersucht und mit Produktivitätsformeln wie die von Baayen gemessen werden.

## Produktivität als Merkmal menschlicher Sprache
Das Konzept der Produktivität geht unter anderem auf den Linguisten Charles F. Hockett zurück, der 13 Eigenschaften beschrieb, durch die sich menschliche Sprache im Gegensatz zu Kommunikation von Tieren auszeichnet. Die Produktivität ist nach Hockett die unbegrenzte Fähigkeit, Bedeutungen zu verstehen und auszudrücken, indem man existierende Elemente von Sätzen nimmt, um beliebig viele neue Sätze zu produzieren. Damit unterscheidet sich die menschliche Sprache von tierischen Kommunikationssystemen, die auf einen endlichen, festen Satz von Rufen begrenzt ist. Auch der komplexe Bienentanz wird durch die Möglichkeiten der menschlichen Sprache, eine Vielzahl von Informationen präzise zu kommunizieren, übertroffen.
Ähnliche, weitere Definitionen der Produktivität sind: Als Aspekt der Sprachkompetenz wird die Produktivität der Sprache zum einen als die „die Fähigkeit, beliebig viele Sätze zu verstehen, die für uns völlig neu sind“ beschrieben und zum anderen als „Phänomen, dass wir aus einer endlichen Anzahl von Wörtern unendlich viele Sätze konstruieren können, darunter auch viele Sätze, die wir vorher nie gesehen oder gehört haben“.
Als wichtige Voraussetzung für die Produktivität wird auf der sprachlichen Seite das semantische Kompositionalitätsprinzip angeführt: die Zusammengesetztheit der Bedeutung eines sprachlichen Ausdrucks als Funktion der Bedeutung der einzelnen Teile des Ausdrucks.